# Рајзиг Сан (Мериленд)
Рајзиг Сан (енгл. Rising Sun) град је у америчкој савезној држави Мериленд.

## Демографија
По попису из 2010. године број становника је 2.781, што је 1.079 (63,4%) становника више него 2000. године.
| Група             | 2000.         | 2010.         |
| Белци             | 1.657 (97,4%) | 2.623 (94,3%) |
| Афроамериканци    | 12 (0,7%)     | 19 (0,7%)     |
| Азијати           | 4 (0,2%)      | 18 (0,6%)     |
| Хиспаноамериканци | 21 (1,2%)     | 72 (2,6%)     |
| Укупно            | 1.702         | 2.781         |